# Fabrizio Caleffi
Fabrizio Caleffi (Milano, 17 marzo 1952) è un commediografo, regista e attore italiano.

## Biografia
Caleffi è nato a Milano nel 1952. Dopo gli studi primari in Italia e Inghilterra, ha frequentato lettere moderne all'Università degli Studi di Milano e architettura al Politecnico di Milano. Esordisce come commediografo, passando poi alla regia, all'interpretazione, alla critica teatrale, alla narrativa, al cinema e alle arti visive. Nel 1988 diventa collaboratore di Hystrio, occupandosi di critica teatrale e firmando la rubrica Foyer, dedicata al gossip del mondo del Teatro italiano. Nel 1993 fonda con Kyara van Ellinkhuizen la casa editrice Milork, che edita la rivista di arte e spettacolo Milorker. È stato corrispondente culturale di "AmericaOggi", quotidiano di New York, ha diretto la rivista Reporter e il settimanale Il Varesino.
Negli anni settanta esordisce in teatro vincendo per due volte consecutive il Premio Riccione con le commedie I Tagliatori di teste (1º premio ex aequo con Alfredo Balducci, 1973) e Le Dimissioni rinviate (1º premio, 1974). Debutta nella regia, dirigendo al Teatro Litta di Milano il suo "Casi di enza". Sua è poi la regia di Sta per venire la rivoluzione e non ho niente da mettermi di Umberto Simonetta e Livia Cerini. Alla fine degli anni Ottanta, fonda la compagnia teatrale Viva Verdi group, vincitrice delle Colombiadi a New York City nel 1992, con lo spettacolo Farewell to Europe (due atti unici, Transeurope di Kyara van Ellinkhuizen e My Europe di Fabrizio Caleffi). Nel 1994 entra a far parte della Compagnia del Piccolo Teatro-Teatri d'Europa, dove interpreta il lampionaio Quaquèo in I giganti della montagna di Luigi Pirandello, regia di Giorgio Strehler, in scena al Teatro Lirico di Milano, in vari teatri d'Europa e al BAM (Brooklyn Academy of Music) di New York. Nelle stagioni successìve, interpreta Soldato a Veli di Cesare Vergati, per la regia di Ombretta De Biase al teatro Dostoevskij di San Pietroburgo.
Nella stagione 2018/2019 va in scena a Roma al teatro di Documenti l'opera lirica contemporanea Manhattan Sunset, su libretto di Fabrizio Caleffi e musiche di Andrea Rotondi, produzione del Conservatorio di Musica "Licinio Refice" di Frosinone e Teatro di Documenti di Roma.

## Teatro

### Regia
- Casi di enza di Fabrizio Caleffi, Teatro Litta (Milano), Sala Umberto (Roma)
- Sta per venire la rivoluzione e non ho niente da mettermi di Umberto Simonetta e Livia Cerini
- Studio per uomo e donna[2] di Antonello Riva, Teatro dell'Orologio (Roma, 1982)
- Untitled N.1 di Walter Prati e Mauro Graziani, Piccolo Teatro di Milano, 1984
- Choknosof[3]
- In our deserts, New York city, 1990
- Farewell to Europe (due atti unici, 1992)[4], regia dell'atto unico Transeurope di Kyara van Ellinkhuizen
- Abelardo ed Eloisa di Maricla Boggio, stagione 2005/2006
- Terminal 16 (pièce sul terrorismo), Teatro Libero di Milano, stagione 2005/2006
- L'importanza di chiamarsi Ernest di Oscar Wilde, Teatro Caboto di Milano, stagione 2006/2007
- Il giardino dei ciliegi di Cechov (definito dalla stampa capolavoro molto off), Teatro Caboto di Milano, stagione 2006/2007

## Opere

### Narrativa
Nel 1993 pubblica il romanzo Pallori Gonfiati, presentato al Costanzo Show, recensito da Paola Finzi sul Corriere della Sera, Premio Fiuggi Europa 1993.

### Opere teatrali
- La profezia del Mammuth (1969)
- I tagliatori di teste (1973)[1]
- Le dimissioni rinviate (1974)[1]
- Casi di Enza
- La tigre a cucù (1976)[8]
- La nuotatrice turca
- Fragili Indie
- Corpo di nulla[2], in scena a Roma al Teatro dell'Orologio[9], regia di Antonello Riva (1982)
- Choknosof[3]
- La resurrezione della carne
- Terence e Zita, amore e morte
- Che schifo i sentimenti
- Il testo di questa commedia non può figurare in cartellone
- Era quasi l'ora di chiusura...
- Stazioni (1989), Teatro Teatés, Villa Niscemi, Palermo
- In Our Deserts (in lingua inglese, 1990)
- My Europe (atto unico in inglese, seconda parte dello spettacolo Farewell to Europe, New York City, 1992), regia di Kyara van Ellinkhuizen
- Peli superflui (monologo, 1993), al teatro Fregoli di Torino
- L'Arciduca a Sarajevo, al Franco Parenti (Milano)
- Sei personaggi in cerca di Warhol (1995)
- Casi di Enza
- Lo Spirito dell'Estasi (commedia in due atti - unici: L'Allontanatore e Quando muoiono i vivi? Quando muoiono i divi)
- Welcome to a Genius Brain (radiodramma da palcoscenico), Festival di Fiuggi Platea Europa, 2004
- Terminal 16 al termine della notte, surReality show in un atto (2006)
- Once in Hollywood, incontro con il pubblico di un regista maledetto autore di un colossale flop (2007), presentato a Roma al Teatro Tordinona nel corso della rassegna Schegge d'Autore (2008)[10], diretta da Renato Giordano
- La Fiesta del 31 febbraio (commedia in tre atti, 2016)

### Libretti d'Opera
- Perique, storia d'amore sotto a un lampione (opera da camera, 2005)
- Manhattan Sunset (libretto d'opera, 2018)

### Romanzi e novelle
- Paranoia (romanzo epistolare sperimentale, pubblicato da Carte Segrete, rivista diretta da Gianni Toti)
- I Malapardi (racconto, Nuova Prosa, 1992)
- Pallori gonfiati[5][6] (AGP editore, Narrativa Velasca, 1993)
- Eccessi
- Metropotamie
- Julia Roberts. Il romanzo di una star (Esedra Edizioni, 2001)
- Una coppia di pesci rossi nel mio bicchiere di Martini (Coffee Books, Graus Editore, 2004)
- Il fantasma di Lady D. (Ethos edizioni, 2007)
- Fauno giallo e blu, cavallo azzurro con fantino giallo e la joie de vivre (racconto, ExCogita Editore, Autori vari - Giallo Milanese 2008)
- Il segreto di Max Linder. La star del cinema muto e le due vestaglie scarlatte (Ethos Edizioni, 2008)[11]
- Le tentazioni (ExCogita, 2008)
- Buseka (racconto, ExCogita Editore, Autori vari - Giallo Milanese 2008), menzione speciale di ExCogita
- Un mito di nome Nanda la Pivano. Una vita da road movie (ExCogita, 2009)
- Il parto del leone (Gelmini edizioni, 2012)
- Me cojoni!?! (racconto, ExCogita Editore, Giallo Milanese 2015)
- it.Parade; La porta gialla (ExCogita Editore, Giallo Milanese 2016)
- Lo sceriffo di Lodz al Kafka Cafè (2019)

### Poemi e poesie
- Dietro i sipari, grandi amori (Rossella Biagi Editore, 2006)

### Saggi
- Arte e consumo. Diario di un falso pompiere (Guaraldi, 1973)
- I capelli della cantatrice calva. Beauty case per un teatro in transit (Lanfranchi, 1981)
- Il Novecento italiano (Sonzogno, 1986)
- Shakespeare e il suo cinema (Book Time, 2022)

## Filmografia

### Regista
- Prima del futuro (1985)[12], film in tre episodi (Seneca, Caligola e Spartaco), regia di Ettore Pasculli (Caligola), Fabrizio Caleffi (Seneca) e Gabriella Rosaleva (Spartaco), presentato al Festival di Venezia al Cinema Tenda, nell'ambito della sezione Venezia De Sica[13][14]
- La Petite Bande (Little Big Band), co-regia con Kyara van Ellinkhuizen (2022)

### Sceneggiatore
- Prima del futuro, regia di Ettore Pasculli, Fabrizio Caleffi e Gabriella Rosaleva (1985)[13]
- Andy & Norman, regia di Gianfrancesco Lazotti (1991-1992) - serie TV
- Cinema Latino, scritta con Kyara van Ellinkhuizen (1992)
- Vincent au soleil levant, dialoghista, regia di Kyara van Ellinkhuizen (2010)
- Ultimo confine, autore del soggetto, regia di Ettore Pasculli

### Attore
- Henri de Toulouse-Lautrec in Vincent au soleil levant, regia di Kyara van Ellinkhuizen (2010)

## Arti Visive

### Mostre
- Milork, Acqua Alta, personale alla galleria Cenobio visualità di via Pontaccio 5 (serie di installazioni, Milano, 1985)[15]
- Identità Mutanti (colletiva, Circuiti Dinamici, Milano, maggio 2022)

### Opere
- Dune (Amsterdam, 1975)
- Su una parete del Rosa Luxemburg café di Copenaghen (1975)
- La vie en Rose Selavy (1975)
- Don't hurt my heart (2017)
- Message in the bottle (2019)
- Sleeping Bro (2019)
- Coppia (installazione, 2020), collezione privata
- La locura (2021)
- La Llorona (2021)
- Gala e Dalì (2021)
- La pietà Spencer (2021)
- Mexican Circus (installazione, 2021), collezione privata
- L'angelo scarlatto del mattino (2021)
- Le sacre coeur (2021)
- AMAR DORA MAAR (2021)
- Cats (1973 / 2022)
- The Last time mama has been smoking (1955 / 2022)
- La Madonna della Simia (2022)
- Dante's Tarot cards, diamanti Andy e Francesca (2022)

## Riconoscimenti
- Premio Riccione per I Tagliatori di teste (vincitore del 1º premio, ex aequo con Alfredo Balducci, 1973)[1]
- Premio Riccione per Le Dimissioni rinviate (vincitore del 1º premio, 1974)[1]
- Premio internazionale di poesia AnnaMaura (vincitore), per il poema La mia città, Palazzo Sormani (Milano, 1987)
- "Best play about immigration" delle Colombiadi (vincitore con Kyara van Ellinkhuizen)[4], con lo spettacolo Farewell to Europe (due atti unici, New York, 1992) e la compagnia Viva Verdi group, in occasione della stagione teatrale presentata a New York City da Italian Heritage, per celebrare il cinquecentenario di Colombo.
- Ata Theater Award (con Kyara van Ellinkhuizen, New York, 1992)
- Premio Fiuggi Europa del 1993 (vincitore) con il romanzo Pallori Gonfiati
- Attestato di riconoscimento della Pinacotheque del Luxembourg Art Prize, 1 dicembre 2021